# エリザベス・メドラ・リー
エリザベス・メドラ・リー（Elizabeth Medora Leigh, 1814年4月15日 - 1849年8月28日）は、オーガスタ・リーの三女。公的にはオーガスタの夫ジョージ・リー大佐の娘とされているが、実際の父親は、オーガスタの異母弟で詩人のジョージ・ゴードン・バイロンであるとも言われている。
このことについては様々な憶測があるが、確実なことは分かっていない。映画『レディ・キャロライン』で有名なレディ・キャロライン・ラムやバイロン夫人アナベラ・ミルバンクは、それが事実であると信じていた。ただし、バイロン夫人についてはその行動との矛盾が指摘されている。彼女もその噂を耳にしたはずなのに、何故バイロンと結婚したのか。エイダ・ラブレスが生まれる1ヶ月前には結婚生活が破綻していて、オーガスタにロンドンへ来て助けて欲しいと頼んでいる。オーガスタとバイロンの関係を疑っていたとすれば、そのような行動はとらないはずである。
子供のミドルネームは、バイロンの詩「海賊」に出てくる女主人公からとられた。家族の間では、彼女は「エリザベス」か「リビー」と呼ばれて育つが、のちに自ら「メドラ」と名乗るようになった。このような名前がつけられたことも噂を助長する結果になった。バイロンは、キャロライン・ラムの義母メルボーン夫人に宛てた手紙で「猿でなくて良かった」と近親相姦をほのめかしているが、これは常に反逆児を気取っていたバイロンの悪ふざけの可能性もある。
結果的に、妻アナベラ・ミルバンクとの不和と近親相姦のスキャンダルに耐え切れなくなり、バイロンはイギリスを捨てて流浪の旅に出ることになる。
メドラの人生も、波乱に満ちたものとなった。まだ10代の頃、長姉ジョージアナの夫ヘンリー・トレヴァニオンと恋愛関係におちいり、駆け落ちをした。ヘンリーは、1834年5月に生まれたメドラの娘マリーの父親だった。メドラとマリーは、何年もバイロンの元妻アナベラと、アナベラとバイロンの一人娘エイダに熱心に財政援助を受けた。アナベラはエイダに、「メドラはバイロンの娘で、あなたの母親違いのお姉さんになるのよ。」と教えていたのである。
メドラはのちにフランス人将校と恋に落ちたが、彼に捨てられた。その後彼女は、将校の元使用人のジャン＝ルイ・タイユフェルと恋愛関係になり、南西フランスのアヴェイロンへ移り住んだ。メドラはそこで、ジャン＝ルイとの息子エリーを1846年に生んだ（成長したエリーは、のちアヴェイロンでカトリック聖職者となる）。1848年に、メドラとジャン＝ルイは正式に結婚し、マリーとエリーは嫡出子と認められた。
1849年、メドラはタイユフェル夫人としてフランスで死去した。